# Edmontosaurus

Edmontosaurus (betyder "firben fra Edmonton") er en slægt af hadrosaurid (andnæbbet) dinosaur. Den indeholder to kendte arter: Edmontosaurus regalis og Edmontosaurus annectens. Fossiler af E. regalis er blevet fundet i klipper i det vestlige Nordamerika, der stammer fra det sene campanske stadium af kridtperioden for 73 millioner år siden, mens fossiler af E. annectens blev fundet i det samme geografiske område, men i klipper dateret til slutningen af Maastricht-stadiet i Kridttiden, for 66 millioner år siden. Edmontosaurus var en af de sidste ikke-fugle dinosaurer og levede sammen med dinosaurer som Triceratops, Tyrannosaurus, Ankylosaurus og Pachycephalosaurus kort før Kridt-Paleogen-udryddelsen.
| Dyr | Spire Denne artikel om dyr er en spire som bør udbygges. Du er velkommen til at hjælpe Wikipedia ved at udvide den. |